# Lissodendoryx firma
Lissodendoryx firma är en svampdjursart som beskrevs av Lawrence Morris Lambe 1895. Lissodendoryx firma ingår i släktet Lissodendoryx och familjen Coelosphaeridae. Inga underarter finns listade i Catalogue of Life.